# بوگدان کالوس
بوگدان کالوس (لهستانی: Bogdan Kalus؛ زادهٔ ۱۵ ژوئن ۱۹۶۵) بازیگر اهل لهستان است.
از فیلم‌ها یا مجموعه‌های تلویزیونی که وی در آن‌ها نقش داشته‌است، می‌توان به تاج پادشاهان، در خیابان سپولنی، پدر متیو، در خوشی و سختی، ماگدا ام.، کارآگاهان جنایی، کارول: مردی که پاپ شد، ع چون عشق و نبرد مقدس اشاره نمود.